# Matías Aguirregaray
Matías Aguirregaray, né le 1er avril 1989 à Porto Alegre (Brésil), est un footballeur international uruguayen. Il commence sa carrière en 2007 avec le club du CA Peñarol avant de signer en 2011 pour l'US Palerme. Matías Aguirregaray est le fils d'Óscar Aguirregaray, ancien international uruguayen. Il évolue au poste d'arrière droit, mais peut également jouer au milieu de terrain, toujours à droite.